# Catophoenissa
Catophoenissa is een geslacht van vlinders van de familie spanners (Geometridae), uit de onderfamilie Ennominae.

## Soorten
- C. dibapha Felder, 1875
- C. fuenzalidai Ureta, 1956
- C. jonesaria Schaus, 1929